# Мак білоцвітий
Мак білоцвітий (Papaver albiflorum) — однорічна трав'яниста рослина роду мак (Papaver).

## Ботанічний опис
Стебло 30–60 см заввишки.
Квітки жовтувато-білі. Цвіте у травні-червні.
Плід — коробочка.

## Поширення в Україні
Вид поширений у Криму, у степу та у південно-західних лісостепових регіонах. Росте на вапняках та на полях.